# Nueva Málaga
Nueva Málaga es un barrio que pertenece al distrito Bailén-Miraflores de la ciudad de Málaga, España. Según la delimitación del Ayuntamiento, limita con los barrios de Los Millones y Los Castillejos al norte; Gamarra y Las Chapas, al este; Arroyo del Cuarto al sur; y con el Parque del Norte al oeste.
Se trata de un barrio que muestra grandes desigualdades edilicias, tanto de infraestructura como de accesibilidad, de aparcamientos y calidad del medio ambiente, el barrio sale de una vaquería y de casas chabola, donde hay gente humilde, y los chavales se juntan cada tarde en el parque para rapear, es un barrio lleno de callejones con grafitis, el arte urbano es una de las características de él, coexistiendo actuaciones de calidad con otras de escasa calidad, situadas en las inmediaciones del Parque del Norte. Es un barrio consolidado que ha agotado por completo su suelo urbanizable.[cita requerida] El barrio se empezó a construir en la década de 1960, como fruto de la expansión urbana que Málaga sufrió en esa década, se ha estado construyendo en su superficie hasta agotar por completo el suelo, esto ha ocurrido en la actualidad. Este barrio cuenta con lugares para disfrutar del ocio y fomentar la sociabilidad, encontramos gimnasios, parques, complejos deportivos, así como una calle completa de bares y heladerías.

## Transportes
En autobús, queda conectado mediante las siguientes líneas de la EMT: 
| Línea | Trayecto                               | Recorrido | Frecuencia    |
| ----- | -------------------------------------- | --------- | ------------- |
| C1    | Circular 1                             | Recorrido | 12 minutos    |
| C2    | Circular 2                             | Recorrido | 11-12 minutos |
| 8     | Alameda Principal - Hospital Clínico   | Recorrido | 13 minutos    |
| 15    | La Virreina - Santa Paula              | Recorrido | 11-12 minutos |
| 21    | Alameda Principal - Puerto de la Torre | Recorrido | 12 minutos    |
| 23    | Alameda Principal - Parque Cementerio  | Recorrido | 25-30 minutos |
| 38    | Alameda Principal - Granja Suárez      | Recorrido | 20-25 minutos |
| N2    | Plaza de la Marina - Circular          | Recorrido | 50-55 minutos |

## Curiosidades de Nueva Málaga
En este barrio malacitano se encuentra una de las Cofradías más jóvenes de la Semana Santa malagueña. Además, esta cofradía, conocida como Nueva Esperanza, la cual procesiona el Martes Santo, presenta el recorrido más largo de todo el itinerario, de 14 horas.
El recorrido, a pesar de ser uno de los más duros, despierta bastante el interés de la gente y sobre todo de un barrio que pasea de manera orgullosa y apoya cada año a los hombres de trono del Nazareno del Perdón y la Virgen de Nueva Esperanza.

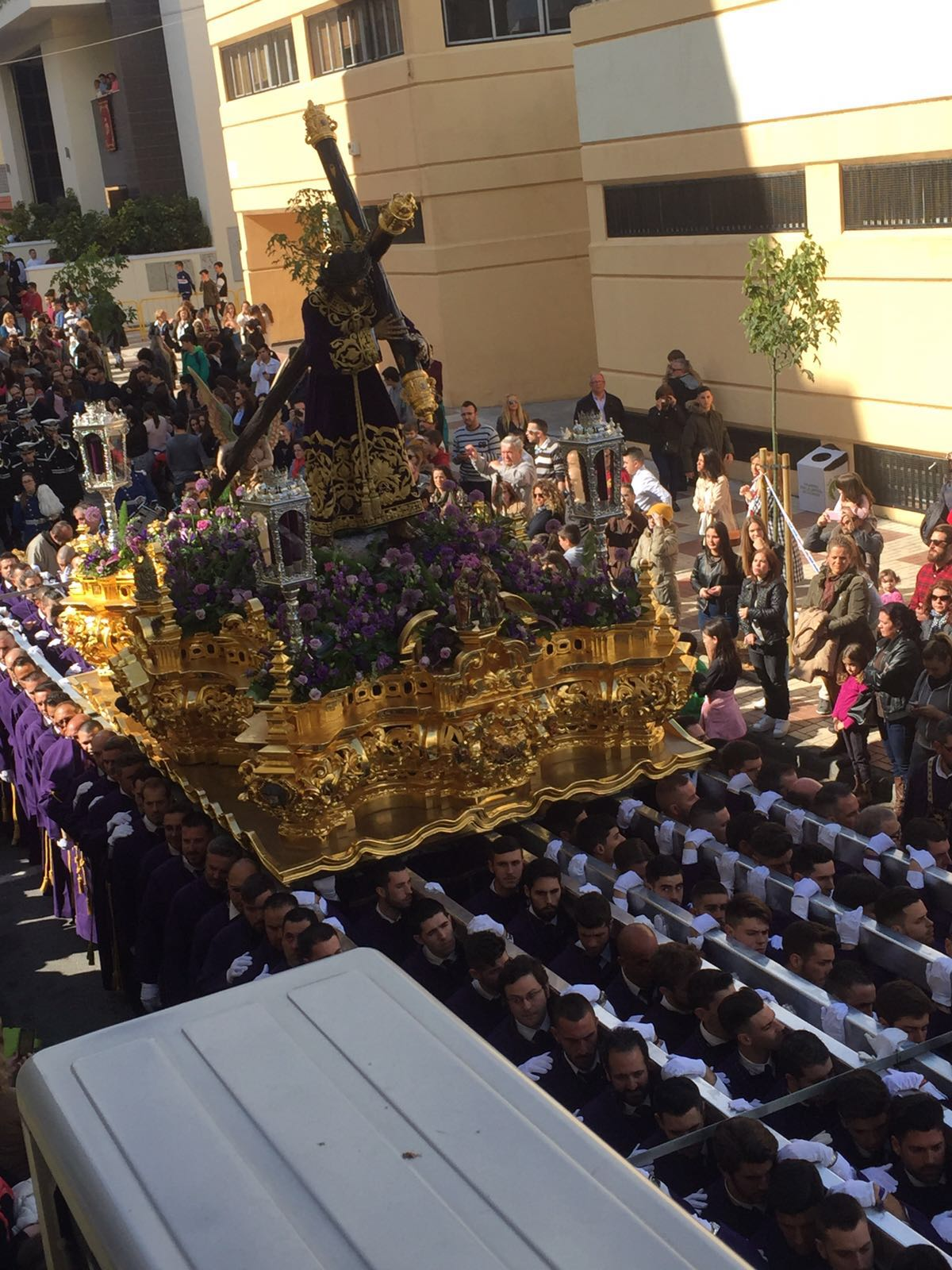

Por otro lado, desde hace apenas cuatro años, cada Viernes de Dolores tiene lugar en el colegio Gamarra una pequeña procesión por el interior del colegio. Esta cuenta cada vez con más afiliados entre los que se encuentran alumnos, profesores, antiguos alumnos y gente del barrio.
En un futuro, se pretende pasear esta procesión por las calles de Málaga.
Un recuerdo amargo de la historia de Málaga y de este barrio en particular es el asesinato de José María Martín Carpena el 15 de julio del 2000 a manos de un miembro de ETA que disparó al concejal del Partido Popular del ayuntamiento de Málaga en 6 ocasiones, una de ellas le alcanzó la nuca y provocó la muerte. El suceso fue en presencia de la mujer y la hija de Martín Carpena.
El incidente ocurría por la noche cuando la familia se dirigía al coche oficial que había acudido a recogerlos para trasladarlos a un acto  en la finca de La Cónsula.